# BAE 해리어 II
BAE 해리어 II (GR5, GR7, GR9)는 영국 공군과 해군이 사용중인 2세대 해리어 전투기다. 영국 해군은 2006년부터 사용을 하고 있다. 영국의 호커 시들리 해리어를 미국이 개량하여 AV-8B 해리어 II를 개발했고, 이를 다시 개량한 것이 BAE 해리어 II 전투기이다. 수직으로 이륙할 때의 최대이륙중량은 8,595 kg이며, 단거리 이륙시 최대이륙중량은 14,061 kg이다. 영국 해군의 BAE 시 해리어는 2006년에 퇴역했다. 해리어 GR9는 최소한 F-35가 등장할 2018년까지는 사용될 것이다. 더 오래 사용될 수도 있다.

## 파생형
GR5
해리어 GR5는 영국 공군의 최초의 2세대 해리어이다. 1976년에 개발이 시작되었다. 1979년에 2대의 AV-8A이 개조되었다. 1985년 4월 30일 초도비행했으며 1987년 7월 실전배치되었다. GR5는 항법장비, 무기, 방어장비 등에서 미국 해병대의 AV-8B와 많이 다르다. 41대가 제작되었다.
GR5A
해리어 GR7 업그레이드를 고려하여 약간의 개조를 하였다. 21대가 제작되었다.
GR7
해리어 GR7는 1990년 5월 초도비행했고 1995년 유고슬라비아에 처음으로 실전배치되었다. 1994년 6월 시험기간 중에 GR7은 인빈시블급 항공모함에 배치되었다. 해상에서의 실전배치는 1997년에 있었다.
GR7A
해리어 GR7A는 해리어 GR9로 가는 1단계 사업이었다. GR7A는 GR7에 롤스로이스 페가수스 107 엔진을 장착했다. 40대의 GR7이 이러한 업그레이드를 했다. 모든 GR7은 107 엔진으로 교체하여 GR9로 개조될 수 있도록 제작되었다. 기존의 105 엔진은 21,750 lbf (98 kN) 추력을 내었는데, 107 엔진은 3,000 lbf (13 kN)의 추력을 더 낸다. 마지막 해리어 GR7은 2010년 3월 31일 퇴역한다. 이후로는 오직 GR9와 GR9A만 사용될 예정이다.
GR9
해리어 GR9는 항법장비와 무기를 업그레이드했다. 개량사업을 Integrated Weapons Programme (IWP)이라고 부른다. 최신형 정밀유도무기의 장착을 가능하게 했고, 신형 INS/GPS 장비를 장착했다. 브리스톤 미사일, AGM-65 메버릭, GBU-27 페이브웨이 III, 페이브웨이 IV 등을 장착할 수 있다. 또한 록히드 마틴의 스나이퍼 타게팅 포드도 장착할 수 있다.
2007년 7월, BAE는 영국 국방부를 위해 마지막 7대의 해리어 GR9 개량사업을 완료했다. 동체 후미를 교체하는 것이었는데, 3년간 2,000만 파운드의 사업이었다.
GR9A
해리어 GR9A는 엔진을 업그레이드한 GR7A의 항법장비와 무기를 개선한 것이다. 모든 GR9는 107 엔진으로 교체하여 GR9A이 될 수 있다. 107 엔진이 부족하여 다수의 해리어가 105 엔진을 계속 사용할 것이다.
T10
해리어 T10은 2세대 해리어의 2인승 훈련기이다.
영국 공군은 1세대 해리어 훈련기인 T4를 개조하려고 하였다. 그러나 개조를 하기엔 동체가 너무 오래 되어서, 해리어 II 훈련기를 새로 제작했다. 영국 공군은 미국 해벙대의 훈련기인 TAV-8B를 기초로 설계했다. 미국 훈련기와는 달리, 완전한 전투용으로 사용가능하다. 13대가 제작되었다.
T12
T10에 IWP 업그레이드를 한 것이 해리어 T12 훈련기이다.

## 제원 (Harrier GR7)
정보의 출처: Norden
일반 특성
- 승무원: 1
- 길이: 46 ft 4 in (14.12 m)
- 날개폭: 30 ft 4 in (9.25 m)
- 높이: 11 ft 8 in (3.56 m)
- 날개면적: 343 ft² (22.6 m²)
- 공허중량: 12,500 lb (5,700 kg)
- 탑재중량: 15,703 lb (7,123 kg)
- 최대이륙중량: 18,950 lb VTO, 31,000 lb STO[7] (8,595 kg VTO, 14,061 kg STO)
- 엔진: 1× Rolls-Royce Pegasus Mk. 105 vectored thrust turbofan, 21,750 lb (96.7 kN)

성능
- 최대속도: 662 mph (1,065 km/h)
- 전투행동반경: 300 nmi (556 km)
- 최대항속거리: 2,015 mi ()
- 상승한도: 50,000 ft (15,000 m)
- 상승률: 14,715 ft/min (74.8 m/s)

무장
- 기관포: 2× 30 mm (1.18 in) ADEN cannon pods under the fuselage (no longer fitted)
- 무기장착점: 8 (under-wing pylon stations 1A & 7A are intended for air-to-air missiles only) 8,000 lb (3,650 kg) of payload,다음의 조합이 가능함:
  - 로켓: 4× LAU-5003 rocket pods (19× CRV7 70 mm rockets each) or 4× Matra rocket pods (18× SNEB 68 mm rockets each)
  - 미사일: 6× AIM-9 사이드와인더; 또는 6× AIM-132 ASRAAM 공대공 미사일 또는 4× AGM-65 메버릭 또는 6× 브리스톤 공대지 미사일
  - 폭탄: ordnance such as Paveway series of laser-guided bombs, unguided iron bombs (including 3 kg and 14 kg practice bombs)
  - 기타: 2× auxiliary drop tanks or reconnaissance pods (such as the Joint Reconnaissance Pod)

## 같이 보기
- Harrier Jump Jet, an overview of the Harrier family
- Harrier Jump Jet family losses

관련 개발
- 호커 시들리 해리어
- BAE 시 해리어
- AV-8B 해리어 II

유사 항공기
- 보잉 X-32
- F-35 라이트닝 II
- Yakovlev Yak-38

관련 목록
- List of active United Kingdom military aircraft

### 참고자료
- Jenkins, Dennis R. Boeing / BAe Harrier, Specialty Press, 1998. ISBN 1-58007-014-0.
- Nordeen, Lon O. Harrier II, Validating V/STOL. Annapolis: Naval Institute Press, 2006. ISBN 1-59114-536-8.
- Greg Goebel Harriers